# Vincle

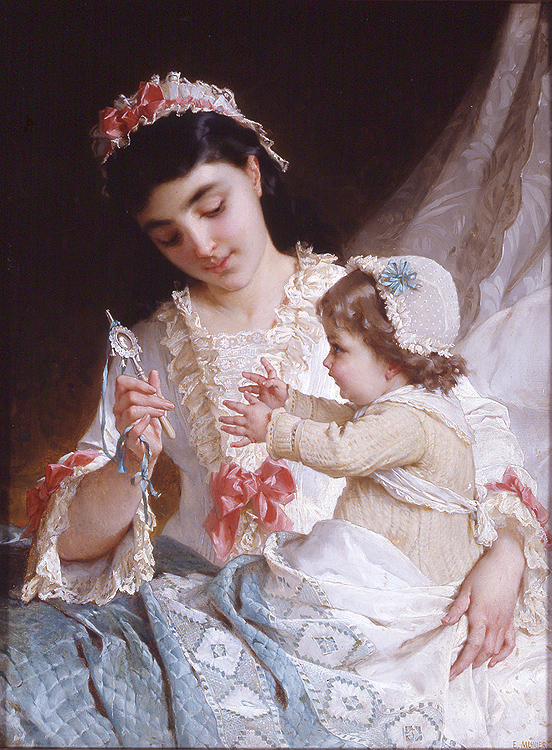
Amuser le bébé d'Émile Munier on es mostra un vincle maternofilial.

El vincle (del llatí vĭncŭlum, 'lligam' i, aquest, de vĭncīre 'lligar') és la relació afectiva o lligam que s'estableix entre dues o més persones i és objecte d'estudi en psicologia.
Els éssers humans estem programats per sobreviure en unes determinades condicions des del moment del naixement, però alhora necessitem que se'ns cobreixin unes necessitats bàsiques (alimentació, protecció, afectivitat...). D'aquestes necessitats bàsiques, n'hi ha una que és essencial per al desenvolupament humà: establir vincles afectius. Això vol dir crear relacions especials amb algunes persones del nostre entorn més proper, com poden ser alguns dels nostres familiars, ambient que ens proporciona diferents vincles i ens ajuda en el nostre desenvolupament de manera harmònica.
Segons Eduard Punset l'infant durant el primer any de vida busca la interacció i és aquí on la mirada hi té un paper molt important. Si es dona una bona interacció entre progenitors i fill, aquest últim serà més capaç d'aprendre sobre aquesta relació i de si mateix. Segons la psicoterapeuta Sue Gerhardt aquesta interacció rep el nom de “la dansa de les respostes recíproques”.
Punset afirma que investigacions recents sostenen que un nen amb un bon vincle d'aferrament segur, és capaç d'interaccionar amb els seus mestres i amb els altres, de manera que això reverteix positivament en el seu interès per descobrir i explorar el món exterior.

## Figura principal de vinculació: la mare
Si parlem des del punt de vista biològic o evolutiu, és la mare qui té una millor disposició per fer el vincle més fort amb el nadó. Tradicionalment la mare era la principal encarregada de cobrir les necessitats del seu fill/a, però avui dia podem parlar d'una corresponsabilitat per part del pare i la mare quant a l'atenció d'aquestes necessitats.

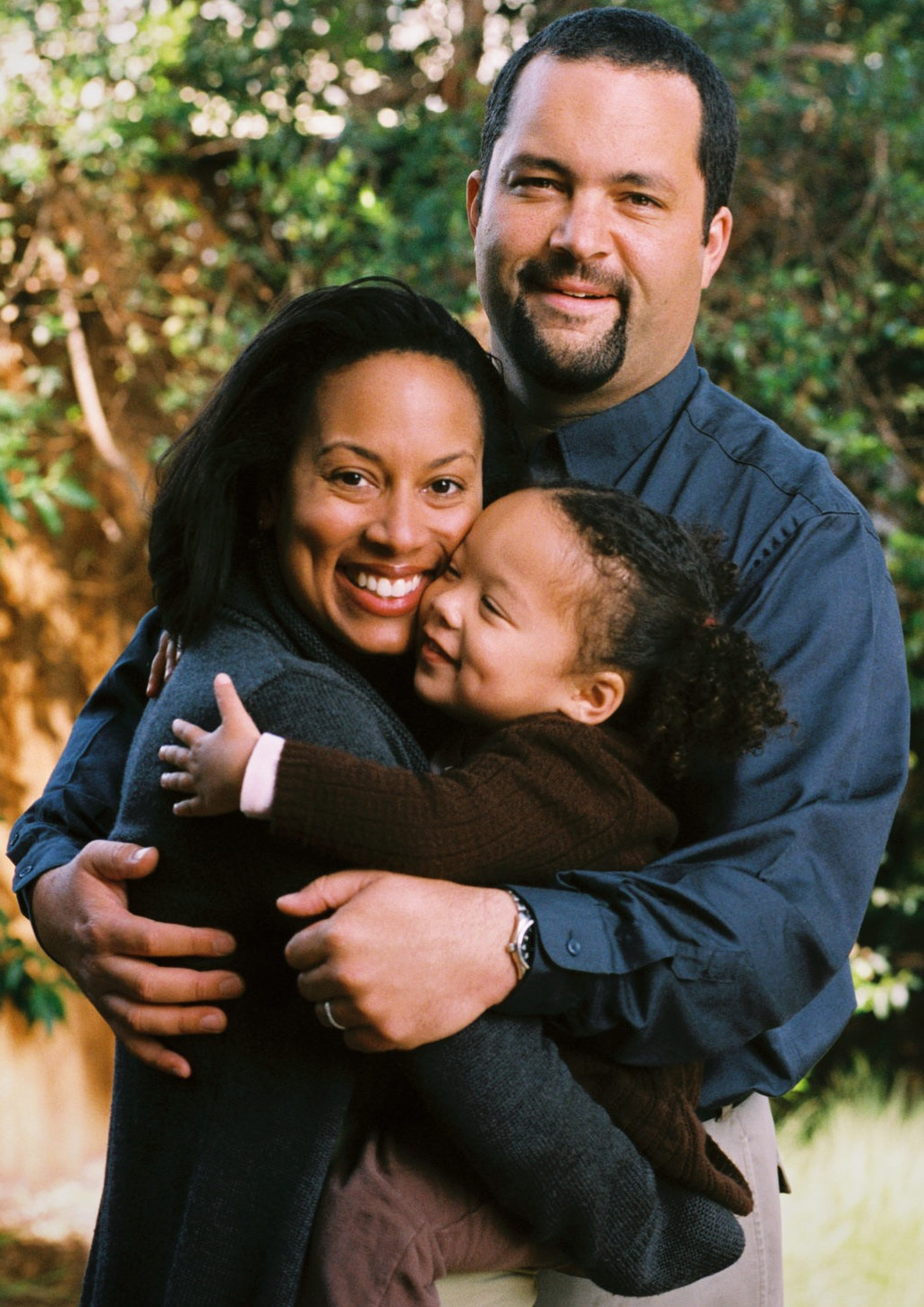
Corresponsabilitat parental.

Que es doni un bon vincle pot determinar el desenvolupament evolutiu del nadó, i alhora garantir una estabilitat emocional. Aquesta relació afectiva ajudarà l'infant a passar de ser atès a adquirir una conducta més autònoma i segura.

### La Teoria de Chodorow
Nancy Chodorow explica que l'aprenentatge per sentir-se home o dona deriva del vincle que, des de ben petit, sent l'infant pels seus progenitors. Destaca la mare com a vincle emocional mes fort per a l'infant, ja que és fàcil que sigui aquesta la influència dominant al principi de la vida. Aquest vincle tan fort ha de finalitzar per arribar al “jo independent”.
Aquest procés és diferent per a nens i per a nenes: elles no pateixen un trencament radical amb la mare i per això se senten més vinculades als altres. Aquesta és la raó, per a Chodorow, per la qual la majoria de dones acostumen a manifestar trets relacionats amb la sensibilitat i la compassió emocional. Per als nens la ruptura és més radical i reforcen una interpretació de la masculinitat a partir del que no és femení.
El fet que les criatures vagin incorporant en la seva estructura de la personalitat la identitat de gènere a través de les generacions, ajuda a entendre que es repeteixin els rols de pare i mare. És possible canviar els continguts d'aquesta socialització diferencial i afavorir el desenvolupament més integral de la persona, afavorint unes pràctiques parentals i familiars, més equilibrades.
La Teoria de Nancy Chodorow, obre les portes a plantejar una redistribució dels espais socials de gènere, és a dir, que les relacions entre la figura paterna i materna i els infants, segueixi uns patrons de continuïtat afectiva i no patrons de ruptura i afirmació patriarcal d'una autoritat dominant, encarnada primer pel pare i després pel fill.

## Separació del vincle
És a partir dels 2 anys quan els infants experimenten el moment més fort del vincle, de manera que poden actuar en contra dels moments de separació o d'aparició de noves persones o estranys.
Les llars d'infants poden suposar un veritable canvi en la vida dels infants, ja que esdevenen la primera sortida del seu entorn més proper, cap a un altre totalment desconegut per a ells. Les noves relacions amb altres iguals o amb adults diferents pot significar moments de neguit, per això és important que aquesta separació es faci de manera gradual, per tal de proporcionar seguretat afectiva a l'infant, cosa que l'ajudarà en la formació de la seva personalitat.

## Vincles no establerts o trencats
Si els vincles afectius no es donen al seu temps, això pot acabar repercutint, en primer lloc, en el desenvolupament maduratiu del nen/a, i en conseqüència afectaran en la relació amb els pares o en les relacions socials posteriors. La manca del vincle afectiu amb la mare s'associa a problemes psicopatològics en l'edat adulta.

## Etapes dels vincles
- Fase 1 (del naixement als 2 mesos). En aquesta primera etapa els nadons poden respondre positivament davant l'estímul de qualsevol persona, ja que el vincle amb la mare, encara no és del tot madur.

- Fase 2 (dels 2 als 7 mesos). Es van consolidant els vincles amb els seus cuidadors de manera que comencen a desenvolupar una estreta relació que els permet comunicar-se d'una manera molt especial.

- Fase 3 (dels 7 als 24 mesos). El vincle es fa cada cop més fort sobretot cap als 2 anys. Els vincles es desenvolupen al voltant de dues capacitats cognitives: l'emocional i la del desenvolupament físic. Els infants comencen a distingir situacions i persones desconegudes actuant amb negació. Quant al seu desenvolupament es mostren més independents en locomoció, intel·lectualment i verbalment.

## El vincle d'aferrament
Un altre tipus de vincle conegut és el vincle d'aferrament, que es tracta de la tendència dels infants a buscar una persona com a referent perquè els doni afecte i seguretat, tant físicament com emocionalment.

### Fases de creació del vincle d'aferrament (Bowlby)
Segons Bowlby les fases del vincle d'aferrament passen per quatre etapes bàsiques:
- Fase de preaferrament (naixement-1,5 mesos). El nadó mostra interès pels estímuls humans, com ara la veu i la olor de la mare.

- Fase de formació de l'aferrament (1,5 – 6/8 mesos). El nadó mostra preferència pels familiars sense rebutjar els desconeguts.

- Fase de l'aferrament ben definit (8-18 mesos). Els nadons ja mostren angoixa de separació i por als desconeguts.

- Fase de formació d'una relació recíproca (18- 2 anys). Gràcies a la creació de les representacions mentals, els infants ja poden tenir expectatives sobre la disponibilitat dels cuidadors en moments d'estrès, la sensibilitat a les seves necessitats.

### Proves per avaluar el vincle afectiu
Segons Bowlby el nen neix predisposat a participar en la interacció juntament amb una conducta exploratòria. Aquesta queda interrompuda bruscament quan la figura de vinculació amb l'infant desapareix, de manera que inhibeix les seves capacitats cognitives i socials. És aquí quan l'infant experimenta un sentiment d'angoixa, donada per la por a sentir-se en perill i/o desprotegit.
Diferents investigadors han aportat algunes proves i estudis per avaluar aquest vincle. La psicòloga estatunidenca Mary Ainsworth va crear la prova de la “situació estranya”, en què el nen (d'1 a 2 anys) és sotmès a dues separacions mínimes de la figura d'afecte, durant tres minuts.
Mary Ainsworth (1978) classifica els resultats en diferents tipus d'aferrament:
- Nens amb aferrament segur
- Nens insegurs o evitants
- Nens amb aferrament ansiós ambivalent

### Tipus de vincles d'aferrament
Segons la prova abans esmentada, que creà Mary Ainsworth, existeixen tres tipus de vincle d'aferrament.:
- El vincle de base segura, és el vincle que estableixen la majoria de persones, el seu percentatge és d'un 65-70% aproximadament. Aquest vincle permet als infants sentir-se prou segurs per explorar lliurement abans de la separació. Quan la mare marxa senten angoixa, però en tornar reaccionen amb entusiasme i interaccionen amb ella.

- El vincle de base insegura o fugida, representa el 20-25% de la població. Els infants que han creat aquest tipus de vincle mostren poca angoixa en la separació amb la mare, de manera que quan torna tendeixen a evitar-la i no interaccionen amb ella.

- El vincle de tipus ambivalent, que representa el 10%. Aquest vincle crea en els infants una incertesa, fent que busquin i rebutgin alhora el contacte amb la mare. També se l'anomena vincle desorganitzat-desorientat perquè l'infant mostra estratègies confuses, depenent del context i el moment.

## La qualitat del vincle d'aferrament
Podríem dir que tot depèn de la relació que hi hagi entre els progenitors i els seus fills, i que cada família pot comportar diferents aspectes de sentiments i tipus de conducta, ja que és important per als fills el fet de sentir-se bé amb els seus progenitors. Els infants poden tenir el vincle d'aferrament envers un o diversos individus concrets, en el qual hi destaquen el pare i la mare, però no tots tindran un vincle d'aferrament segur. Qui estigui més implicat alhora de cuidar l'infant es convertirà en la principal figura d'aferrament, i l'infant recorrerà als altres només quan la principal figura d'aferrament no hi estigui present.
El vincle d'aferrament es crea quan l'infant té aproximadament uns sis o set mesos, és quan els nadons comencen a enfadar-se quan els separen de la mare, i mostren l'angoixa de separació, por a la presència d'estranys, etc. L'infant que ha establert un vincle d'aferrament amb el pare és gairebé idèntica a l'infant que ha establert un vincle d'aferrament cap a la mare.
Els infants que no formen cap vincle d'aferrament són propensos a patir trastorns psicològics en un futur, i després dels tres anys els vincles d'aferrament també es poden produir però poden presentar problemes socials i emocionals en l'adultesa, qüestió que fou estudiada per René Spitz. La rutina, com més quotidiana sigui, més possibilitats hi ha que l'infant formi un vincle segur amb la seva mare.
La sensibilitat, recepció, les primeres relacions, les expressions d'estimació, i les quantitats d'estímuls de la mare o el pare, seran factors imprescindibles a l'hora de determinar si els seus fills desenvoluparan un vincle segur o insegur. Cal tenir en compte el context social, on no tots els vincles d'aferrament segurs en la infantesa garanteixen que en un futur els infants estiguin equilibrats. L'entorn, tant a casa com a fora, és essencial pel creixement de l'infant i per la creació del vincle d'aferrament.
El vincle d'aferrament dels pares - mares cap als seus fills no és el mateix vincle d'aferrament que tenen els fills amb els seus pares - mares, ja que hi ha altres aspectes de la funció parental, com la capacitat de controlar i imposar sancions als seus fills de manera adequada que seran essencials en el desenvolupament de l'infant. Les inseguretats de la infantesa poden perjudicar en un futur les experiències de la vida d'aquests infants, on l'estímul i l'estimulació de l'infant són essencials pel seu desenvolupament.
Compta molt la relació que hi pot haver entre pare - fill o mare - fill, ja que el tipus d'aferrament es manté al llarg del temps i està relacionat amb el desenvolupament posterior de manera significativa, i el desenvolupament psicològic dels infants també es veu afectat per les circumstàncies de la família. La classificació d'aferrament d'un nadó podria canviar els primers anys si es produís un canvi en la relació del nadó amb la figura d'aferrament.

### Les necessitats emocionals
Els infants tenen la necessitat d'establir un vincle per poder adquirir seguretat emocional, relacions amb iguals i adults, necessiten una persona que els accepti de manera incondicional. Una persona només es pot estimar si se sent estimada tal com és. és per això que les figures del vincle han de tenir aquest caràcter incondicional.
El sentiment de seguretat dins d'un grup porta al sentiment de pertinença.

### Vincle i estrès
Els infants poden travessar tres fases durant les separacions perllongades, segons Bowlby. Aquestes fases són:
protesta → preocupació → desvinculació emocional.
Un cop l'infant es torna a retrobar amb la mare el vincle torna a sorgir.
A partir dels estudis de René Spitz, es descobreix que si no es forma la figura afectiva o aquesta desapareix i no existeix la possibilitat de crear-ne un nou vincle afectiu, apareixen les dificultats emocionals, que fan que hi hagi un deteriorament mental progressiu.

### Vincle i maltractament
Els pares del nen maltractat interaccionen poc amb ell i són menys afectuosos. Això fa que els nens maltractats presentin un tipus de vincle insegur. (Pino i Herruzo, 2000). Pino i Herruzo afirmen que els nens maltractats, pateixen un aferrament ansiós, tendeixen a expressar més ràbia, frustració i conductes agressives davant les dificultats. Entre els 3 i els 6 anys apareixen les dificultats per expressar-se i per reconèixer afectes. Normalment expressen emocions negatives i els costa relacionar-se. Altres conseqüències del maltractament són: baixa autoestima, malsons i trastorns del son, canvis alimentaris, pèrdua del control d'esfínters, dèficits psicomotrius, trastorns psicosomàtics...
La tasca de la cobertura de les necessitats d'un menor no és tan sols responsabilitat de l'àmbit familiar, a part dels pares, els diferents agents socials (sanitat, educació, lleure) també han de respondre donant una atenció adequada a les necessitats del menor. Per tant, la xarxa de serveis d'una comunitat és corresponsable amb els pares de l'atenció adequada de les necessitats dels infants.

## Patologies del vincle
Per classificar aquestes patologies Zeanah, Benoit, Barton, Regau, Hirshberg, Lipsitt van crear un sistema on s'estableixen els perfils més comuns per a cada trastorn:
1-Trastorn del Vincle No Establert. Abans de tenir l'oportunitat de crear el vincle, ja existeixen problemes de caràcter emocional i de conducta. En aquest tipus de trastorn trobem pares que practiquen l'abús, tenen problemes d'alcohol i/o drogues i greus trastorns mentals.
2-Trastorn per Vinculació Indiscriminada. Aquest trastorn es produeix quan es donen separacions llargues entre el nen i la figura del vincle. També es dona en situacions d'acollida i en adopcions.
3-Trastorn per Vinculació Inhibida. Es dona quan resulta impossible o imprevisible crear el vincle. Es pot donar quan el nen ha estat hospitalitzat durant un període llarg o ha sofert diverses hospitalitzacions curtes però seguides.
4-Trastorn per Vinculació Agressiva. Si el cuidador de l'infant mostra una conducta rabiosa o de frustració acumulada, el nen pot arribar a assolir aquests sentiments de manera que es torna agressiu amb el cuidador.
5-Trastorn per Vinculació Invertida. El nen domina l'adult i agafa el paper que en un principi hauria de fer l'adult.
6-Trastorn d'Ansietat de Separació. Aquest trastorn se subdivideix en diferents tipus:
- 6.a-El nen és la font de seguretat del cuidador, on es tornen a invertir papers. Els pares se senten obligats a ser-hi sempre. Normalment es dona en pares amb malalties mentals greus.
- 6.b-El nen té por que li passi alguna cosa al vetllador quan ell no hi és. En molts casos es tracta de progenitors amb depressió.
- 6.c-El nen pateix per la seva seguretat perquè la figura de vincle no està present. El nen no és capaç d'entendre que tot i no estar present el seu cuidador l'està cuidant.
- 6.d-El vetllador té por de la seguretat del nen degut a la rigidesa familiar i a la desconfiança pels altres.

## Vincle i Escola
La pràctica educativa actual té una perspectiva molt més àmplia que s'allunya de l'escola arcaica. Això ens ha permès donar una perspectiva diferent al concepte que es tenia dels alumnes per trencar amb les barreres tradicionals i donar pas a un enfocament on hi ha més protagonisme dels infants i on es deixa un espai al bagatge que porten els nens, potenciant l'aprenentatge cooperatiu.
L'escola ha passat a ser un espai de d'experimentació i descoberta que garanteix un creixement harmònic dins d'un entorn de convivència. Els jocs expressius i el contacte físic són una via directa d'allò més profund i això vincula d'una manera increïble (Grup Tuttifrutti).
No es pot parlar d'educació sense parlar de vincles. El desenvolupament humà es veu influenciat pels vincles, per això cal que donem molta importància i busquem la qualitat d'aquests. Les relacions humanes, depenent de com siguin, poden potenciar o pel contrari bloquejar l'aprenentatge (Eva Bach i Pere Darder). L'escola és un espai on es donen i es comparteixen vincles diversos, moguts per emocions, que cal conèixer i treballar.
L'escola, per la franja horària i per la multiplicitat de prestacions que abasta, és una institució que pot ajudar en l'exercici de la parentalitat social i, per tant, actua com a factor de protecció.

### Vincles entre infants
Els vincles entre infants, d'iguals o diferents edats, fan que els nens/es aprenguin a compartir, a relacionar-se amb els altres, a aprendre conjuntament, a ajudar...però perquè això es doni l'adult ha de procurar els recursos adients, de manera que organitzi l'espai i el temps, faciliti les relacions entre grans i petits i tingui en compte la importància de fer un treball més individualitzat que ajudi a reforçar l'autoestima dels nens.

### Vincles d'infants amb adults, mestres, famílies
L'escola és una comunitat educativa on ens coneixem, ens comuniquem i on podem aportar opinions i diversitat en qualsevol d'aquests actes. Per tant, és important que mestres i famílies puguin establir un cert grau de cooperació.
Els adults hem de donar una coherència a la manera de fer de l'escola, mostrant als nens moments i festes on els adults també compartim.

### Vincles del mestre amb tots i cadascun dels infants
El mestre ha de poder contemplar cada individu independentment del grup classe, establir una certa complicitat i proporcionant un afecte que s'aconsegueix amb el dia a dia, establint una bona comunicació i acompanyant l'infant durant el seu aprenentatge i experimentació.

### Vincles entre escola i família
Perquè es donin aquests vincles l'escola ha de proporcionar espais d'intercanvi i comunicació on tots ens puguem expressar i traspassar informació (reunions, tertúlies, agendes, tracte diari, tallers, etc.).
L'escola ajuda a crear relacions socials dins d'un barri, una ciutat, un nucli urbà (nens i nenes, pares i mares...)

### Vincles amb el nostre entorn proper, el medi on vivim
Les propostes a l'entorn més proper resulten molt significatives i ens acosten a les nostres arrels (parcs, mercat, bosc proper...)

### Vincles amb la vida social i cultural més propera
Els recursos al nostre voltant ens permeten establir lligams amb la nostra cultura i tradicions (l'auditori, biblioteca, teatre, museus...).

### Vincles entre els professionals que compartim un mateix projecte
Cal que treballem plegats pels mateixos projectes, arribant al consens, si és possible, per al benefici dels infants.
És important que es facin plans d'acollida pels mestres nouvinguts i que es tinguin en compte les seves idees innovadores i engrescants, que poden ser molt interessants per als plantejament del centre.

### Vincles amb les institucions que s'ocupen de l'atenció en els primers anys de vida
Cal que hi hagi un treball en xarxa per enriquir-nos i donar més coherència al nostre treball.
Els vincles entre llar d'infants i escola de primària són poc freqüents, però molt interessants i importants, ja que permet una bona relació, comunicació i coordinació.